# Trinitroamid
Trinitroamid, TNA, N(NO
2)
3 – nieorganiczny związek chemiczny z grupy tlenków azotu otrzymany po raz pierwszy w 2010 roku przez naukowców z Królewskiego Instytutu Technologicznego w Szwecji. Wcześniejsze badania z 1993 roku wskazywały, że związek taki może być stabilny.
Może zostać otrzymany poprzez nitrowanie dinitroamidu amonu lub dinitroamidu potasu z użyciem tetrafluoroboranu nitroniowego w acetonitrylu w niskiej temperaturze:
NH
4N(NO
2)
2 + NO
2BF
4 → N(NO
2)
3 + NH
4BF
4
Związek ten został otrzymany jedynie w roztworze, a jego obecność potwierdzono za pomocą spektroskopii w podczerwieni i 14
N NMR. Obliczenia kwantowochemiczne wskazują, że struktura N(NO
2)
3 (1) jest korzystniejsza energetycznie od izomerycznej struktury (2), która mogłaby powstać w tej reakcji.

Możliwe struktury trinitroamidu
Postuluje się użycie tego związku jako paliwa rakietowego, które byłoby o około 20–30% bardziej efektywne od obecnie znanych paliw.